# Gonium
Gonium je rod zelenih algi reda Chlamydomonadales. Živi u ribnjacima, močvarama i lokvama bogatim dušikom.

## Izgled
To je mala kolonijalna alga sastavljena od 4 do 32 stanice okruglastog oblika koje leže na želatinoznoj podlozi, pa tako izmjenjuju tvari. Svaka stanica ima dva biča, koja služe za kružno pokretanje u vodi. Svaka stanica također ima očnu pjegu, dvije kontraktilne vakuole koje služe za izbacivanje viška vode upijene osmozom, te veliki kloroplast.
U kloroplastu se nalazi barem jedan pirenoid (proteinsko područje koje sadrži enzim rubisco, te je uključeno u proizvodnju škroba prilikom fotosinteze). Za razliku od srodnih kolonijalnih alga, stanice Goniuma su identične. Svaka stanica je promjera oko 10 mikrometara.

## Vrste
- Gonium dispersum A.Batko & Jakubiec
- Gonium formosum Pascher
- Gonium formosum f. suecicum Hub.-Pest.
- Gonium formosum subsp. alicurense Guarrera & R.O.Echenique
- Gonium indicum Philipose
- Gonium lacustris W.West
- Gonium multicoccum Pocock
- Gonium octonarium Pocock
- Gonium pectorale O.F.Müll.
- Gonium quadratum E.G.Pringsh. ex Nozaki
- Gonium sacculiferum
- Gonium sociale subsp. sacculum ?
- Gonium viridistellatum

## Vanjske poveznice
|  | Zajednički poslužitelj ima još gradiva o temi Gonium |
|  | Wikivrste imaju podatke o taksonu Gonium             |

- Gonium - Description with pictures
- Michod Lab - Research overview of Dr. Richard Michod at the University of Arizona who studies multicellular evolution and whose lab published a detailed phylogenetic tree of the Volvocales
- VIP - The Volvocales Information Project led by Dr. Aurora M. Nedelcu at University of New Brunswick
- Olson Lab  Arhivirana inačica izvorne stranice od 6. ožujka 2015. (Wayback Machine) - Dr. Bradley Olson at Kansas State University who studies multicellular evolution with methods for growing Gonium
- Nozaki Lab - Dr. Hisayoshi Nozaki at the University of Tokoyo who studies multicellular evolution and has cultured many Volvocales strains, including Gonium
- Hallman Lab - Dr. Armin Hallman at Bielefeld University whose lab developed a method for transforming Gonium
- Lerche, K. & Hallmann, A. 2009. Stable nuclear transformation of Gonium pectorale. BMC Biotechnology. 9: 64. doi:10.1186/1472-6750-9-64. PMC 2720962. PMID 19591675
- UTEX - The UTEX algal culture collection which houses many Gonium strains including pictures
- CCAP - The CCAP algal culture collection which houses many Gonium strains including pictures
- Youtube - Gonium pectorale